# Walking On A Rainbow
Walking On A Rainbow (Caminando sobre el arcoíris) es el primer disco de la carrera de Blue System. Es editado en 1987 bajo el sello BMG Ariola y producido por Dieter Bohlen. El álbum fue lanzado justo después del último álbum de Modern Talking In The Garden Of Venus. El álbum contiene 8 canciones, de las cuales seis son versiones "maxi". En el álbum se destacan "Sorry, Little Sarah" lanzado como sencillo y "Ganster Love".

## Historia
Inmediatamente después del rompimiento de Modern Talking, Dieter comenzó un nuevo proyecto: Blue System, y empezó a usar canciones que había escrito mientras existía Modern Talking. 
El álbum debut de Blue System "Walking On A Rainbow" se convirtió en uno de los eventos más importantes en la vida de Bohlen. Con este registro, pudo demostrar a todos que era capaz de algo más que ser un simple proveedor de éxitos para otros artistas.
Bohlen tenía prisa y, por lo tanto, su primer álbum en solitario fue grabado en el menor tiempo posible. Faltaba mucho material nuevo, pero, sin embargo, el espacio de trabajo en el disco necesitaba llenarse con algo. Y, muy probablemente, esta circunstancia fue la razón del hecho de que la mayoría de las canciones del álbum se presentaron en forma de maxi-versiones. Sin embargo, el "doce pulgadas" en todo momento fue uno de los aspectos más fuertes de la creatividad de Bohlen, y por lo tanto, el éxito de este álbum fue en gran parte predeterminado.
El 1 de octubre de 1987, Blue System se presentó en el programa de televisión alemana "Tele Ass", durante el cual se interpretó el tema "Sorry Little Sarah", que se convirtió en el sencillo debut de la nueva banda creada poe Bohlen. La canción se convertiría instantáneamente en un éxito, alcanzando el puesto 14 de las listas nacionales alemanas.
A pesar de que no se lanzaron más singles de "Walking On A Rainbow" en Alemania, en otros países europeos, la compañía de promoción del primer álbum de Blue System fue mucho más ambiciosa. En España, "She's A Lady" se lanza como un sencillo separado, uno de los temas más exitosos de "Walking On A Rainbow", que finalmente alcanzó el puesto 14, y "Big Boys Don't Cry" sale a la escena en Escandinavia, que también recibió un gran reconocimiento del público.

## Lista de canciones
Todas las canciones escritas y compuestas por Dieter Bohlen. 
| N.º | Título                              | Duración |  |
| 1.  | «Gangster Love (Maxi Version)»      | 4:24     |  |
| 2.  | «Sorry Little Sarah (Maxi Version)» | 5:12     |  |
| 3.  | «She's A Lady (Maxi Version)»       | 4:59     |  |
| 4.  | «Voodoo Nights»                     | 3:23     |  |
| 5.  | «Love Me More (Maxi Version)»       | 4:57     |  |
| 6.  | «Emanuelle (Maxi Version)»          | 4:19     |  |
| 7.  | «Big Boys Don't Cry (Maxi Version)» | 5:05     |  |
| 8.  | «G.T.O.»                            | 3:28     |  |

## Créditos
- Dieter Bohlen – voz principal, estribillo [pista 1,6,7], productor, arreglista
- Rolf Köhler – estribillo, coro
- Detlef Wiedeke – coro
- Michael Scholz – coro
- Luis Rodríguez – coproductor

- Datos: Q3114531